# John Cooksey
John Charles Cooksey (Alexandria, 20 agosto 1941 – Columbia, 4 giugno 2022) è stato un politico statunitense, membro della Camera dei Rappresentanti per lo stato della Louisiana dal 1997 al 2003.

## Biografia

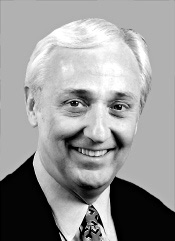
John Cooksey

Nato e cresciuto in Louisiana, Cooksey si laureò in medicina presso l'Università statale della Louisiana e divenne oftalmologo. Svolse il servizio militare nell'Air Force, per poi passare all'Air Force Reserve Command dal 1969 al 1972. Nel 1994 conseguì un MBA presso l'Università del Texas ad Austin.
Nel 1996, Cooksey si candidò alla Camera dei Rappresentanti come membro del Partito Repubblicano e nelle primarie sconfisse, tra gli altri, l'ex deputato Clyde C. Holloway. Eletto, fu riconfermato dagli elettori altre due volte. Durante la sua prima campagna elettorale, Cooksey si era impegnato a non candidarsi oltre il terzo mandato, promessa che alla fine mantenne.
Nel 2002, si candidò invece al Senato, per il seggio detenuto dalla democratica Mary Landrieu. Durante la campagna, Cooksey si rese autore di un'esternazione infelice: parlando dei controlli antiterroristici, affermò "Se vedo qualcuno entrare e ha un pannolino in testa e una cinghia intorno a quel pannolino in testa, quel tizio deve essere fermato e controllato"; l'aver paragonato i tradizionali copricapi arabi come turbanti e kefiah a dei pannolini gli procurò accuse di razzismo. Pur essendo uno dei favoriti per accedere al ballottaggio, Cooksey perse l'appoggio dei vertici del partito dopo la gaffe e, al termine delle primarie, fu sconfitto da Suzanne Haik Terrell, che a sua volta perse contro la senatrice in carica.
Dopo aver lasciato il Congresso, John Cooksey tornò a svolgere la pratica medica nel settore privato. Morì nel 2022 all'età di ottant'anni.